# Yungasweg

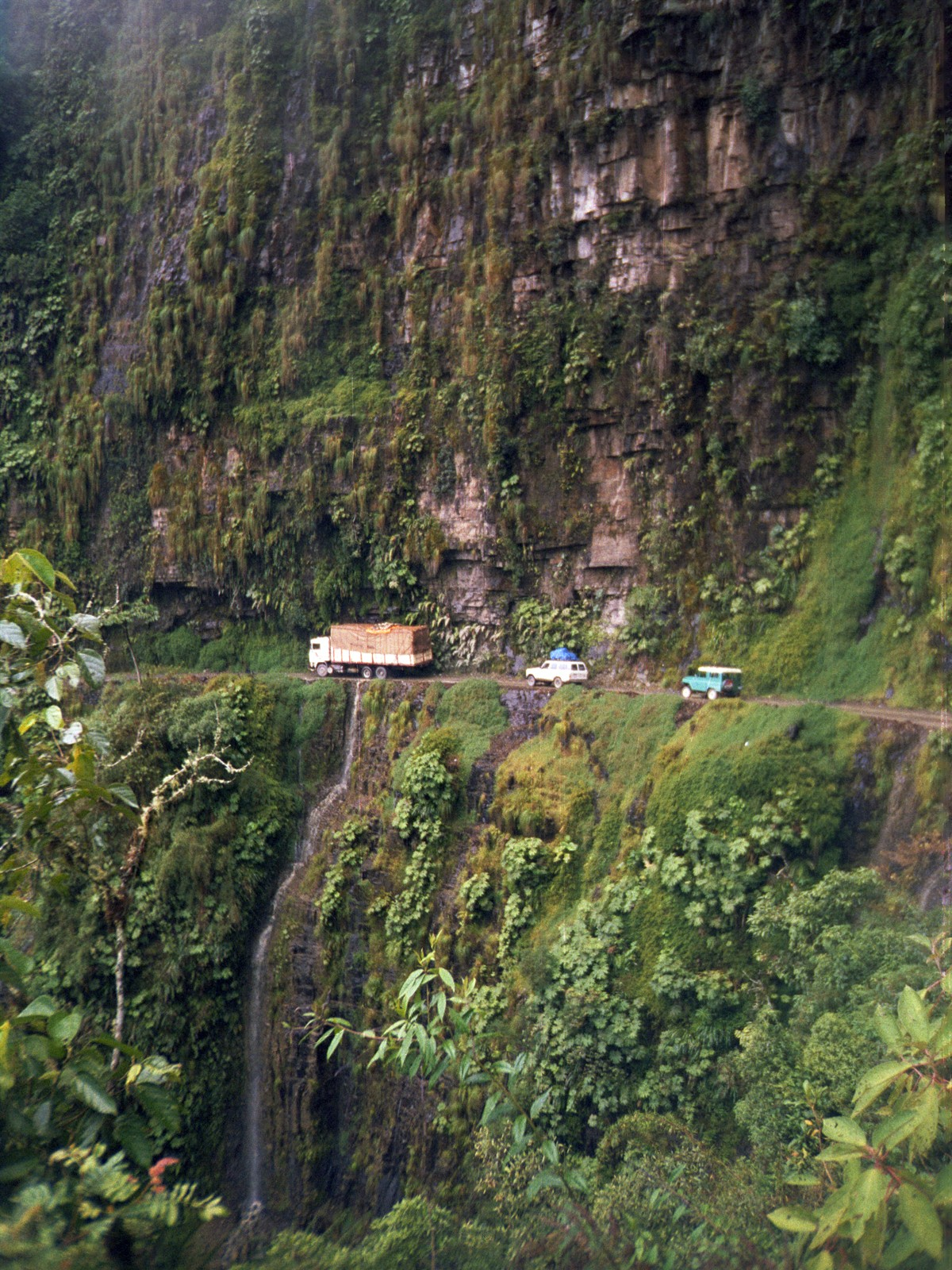
Yungasweg

De noordelijke Yungasweg (Camino de las Yungas, ook wel El Camino de la Muerte - 'de dodenweg') is een 61 tot 69 km lange weg (afhankelijk van de bron) die loopt van La Paz naar Coroico, 56 km ten noordoosten van La Paz in de Boliviaanse regio Yungas. In 1995 werd deze weg door de Inter-Amerikaanse Ontwikkelingsbank uitgeroepen tot 's werelds gevaarlijkste weg. In 2006 werd geschat dat op deze weg jaarlijks 200 tot 300 weggebruikers omkomen. Langs de weg staan verschillende herdenkingskruisen op de plekken waar mensen omgekomen zijn. Deze gedenken veelal de slachtoffers die omkwamen na busongelukken of ongelukken met vrachtwagens. Daarnaast werden er een aantal kruisen opgericht voor mensen die overleden tijdens een van de vele mountainbiketochten die plaatsvinden op de weg.
De zuidelijke Yungasweg (ook wel Chulumani Road) die La Paz met Chulumani verbindt, is 64 km lang, ligt ten oosten van La Paz en wordt als bijna net zo gevaarlijk als de noordelijke weg beschouwd.
Foto's van China's Guoliangtunnel worden vaak ten onrechte voorgesteld als de Yungasweg.

## Etymologie
Zowel de Yungasweg als het Boliviaanse departement werden genoemd naar yungas, subtropische bossen die voorkomen aan de oostranden van het Andesgebergte; van Argentinië, via Bolivia en Peru tot in Colombia en Venezuela. Deze naam is afgeleid van het quechua-woord yunka, dat "stille vallei" betekent.

## Beschrijving
De weg werd aangelegd in de jaren '30 tijdens de Chaco-oorlog door Paraguayaanse gevangenen. Hij is een van de weinige routes die het Amazoneregenwoudgebied in Noord-Bolivia (Yungas) verbinden met de hoofdstad. Na La Paz gaat de weg eerst licht omhoog waarna hij over een lengte van ongeveer 60 tot 65 km (afhankelijk van de bron) ongeveer 3300 meter in hoogte daalt. Hierbij wordt vrij snel van de koele hoogvlakte van Bolivia naar het regenwoud gegaan waarbij de weg kronkelt langs steile hellingen en boven hoge afgronden.
Doordat de weg langs zeer diepe afgronden van ten minste 600 meter gaat, de weg enkelbaans is (meestal niet breder dan 3,2 m) en door het ontbreken van een vangrail is het een extreem gevaarlijke weg. Ook kunnen regen en mist voor beperkt zicht zorgen, de weg glibberig maken en er kunnen rotsen afbreken van de klippen erboven.
Een van de plaatselijke regels bepaalt dat de bestuurder die bergafwaarts gaat nooit de weg kan "opeisen" en zich naar de rand van de weg moet begeven. Dit dwingt snellere voertuigen te stoppen zodat er veilig gepasseerd kan worden. Tegenliggers passeert men links, zodat een bestuurder met het stuur aan de linkerkant een beter zicht heeft op de afgrond, waardoor er veiliger gepasseerd kan worden.
Op 24 juli 1983 stortte een bus vanaf de Yungasweg in een ravijn waarbij meer dan 100 passagiers om het leven kwamen. Dit verkeersongeval staat bekend als Bolivia's ernstigste.

## Mountainbiking
Door het gevaar is de weg een toeristische trekpleister die sinds 1990 ongeveer 25 000 "thrillseekers" per jaar trekt. Voor mountainbikeliefhebbers in het bijzonder is hij een favoriete bestemming voor afdalingen omdat de weg ongeveer 64 km bergafwaarts gaat. Er zijn verschillende touroperators die reizen organiseren naar deze weg.
Desalniettemin blijft de Yungasweg ook voor mountainbikers extreem gevaarlijk. Sinds 1998 kwamen ten minste dertien van hen om het.

## Vervanging van de route
Eind 2006, na 20 jaar bouwen, werd een nieuwe weg (een bypass) van La Paz naar Coroico geopend voor publiek. Deze nieuwe weg heeft moderne eigenschappen zoals bruggen, waterafvoer, meerdere rijstroken, verharding, vangrails en meer elementen die hem tot  een veel veiliger weg maken dan de oude. De nieuwe weg eist 1 tot 2 doden per jaar. Hierdoor wordt de oorspronkelijke noordelijke Yungasweg veel minder gebruikt voor gewoon verkeer maar, vanwege de spanning, weer meer door mountainbikers.

## Galerij

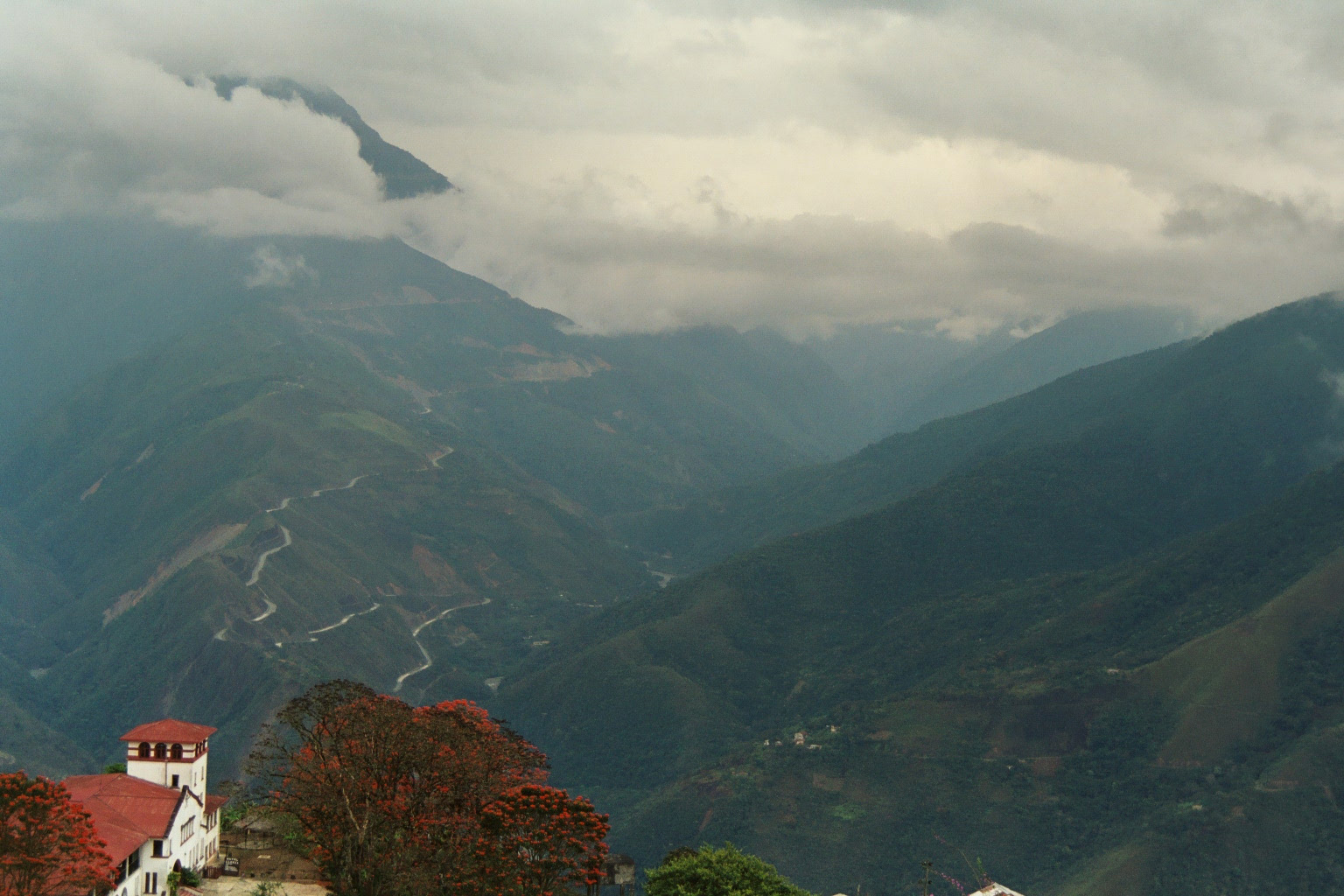
De nieuwe Yungasweg, gezien vanaf Coroico
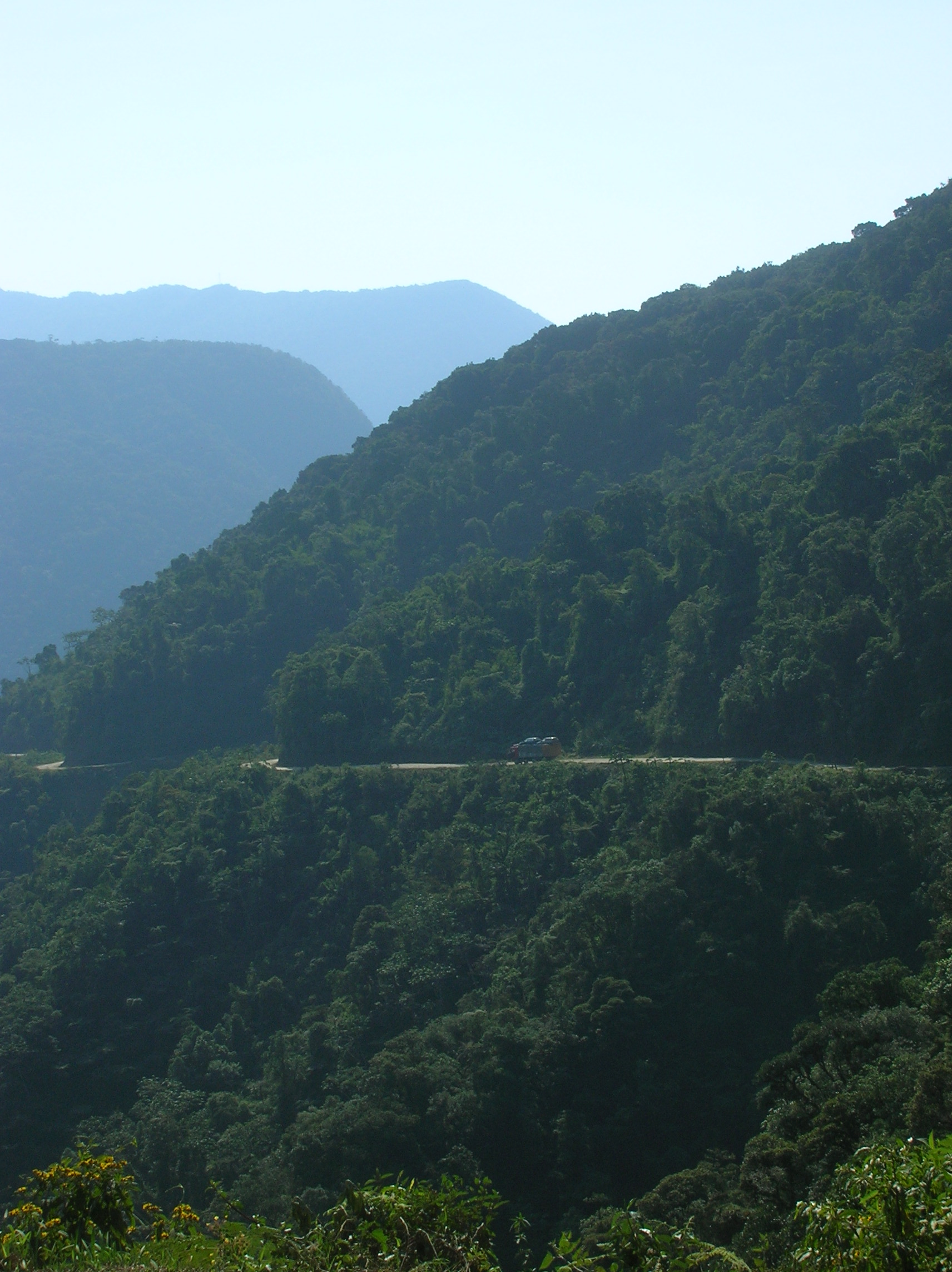
De Yungasweg dalend naar het regenwoud